# Isaac Antwi Omane
Isaac Antwi Omane es un diplomático ghanés retirado.
- Antes de su nombramiento como Embajador de Ghana en Cuba, el Dr. Omane ocupó varios puestos dentro de la administración pública de Ghana.
- En 1963 comenzó a trabajar en el Ministerio de Hacienda  como Oficial Auxiliar Económico y alcanzó el grado más alto de Director Económico en 1976. Mientras que en el Ministerio de Finanzas y del Banco Nacional de Inversiones, representó a Ghana en muchas conferencias y seminarios en el extranjero y más tarde servido como delegado en muchas reuniones internacionales financieras y económicas.
- De 1980 a 1986 fue jefe economista del National Investment Bank en Acra.
- De 1986 a 1990 fue Consultor Económico, Secretaría del Commonwealth, Londres y fue durante un tiempo empleado en publicado en el Reino de Tonga.
- De 1991 a 2000 creó y dirigió su propia consultoría de desarrollo económico.
- En la práctica, tanto públicos como privados, el Dr. Omane demostró un fuerte compromiso con la ética de su profesión.
- Su pasión por el trabajo voluntario y el servicio humanitario también fue ejemplar.
- En 1991 fue un miembro fundador de DANQUAH-Busia Club, Capítulo Región Oriental.
- En 1992 fue miembro fundador de la New Patriotic Party.
- De 1991 a 1996 fue miembro del Comité Ejecutivo Regional del en:New Patriotic Party Región Oriental (Ghana).
- De 1997 a 1999 fue El vicepresidente regional, en:New Patriotic Party, Región Oriental (Ghana).
- En 2000 fue miembro del Comité Ejecutivo del en:New Patriotic Party Región Oriental (Ghana).
- Desde 1992 es patrón de la en:New Juaben North (Ghana parliament constituency), en:New Patriotic Party.
- Del 17 de agosto de 2001 a 2005 fue Embajador en La Habana Cuba.